# Abetone
Abetone é uma comuna italiana da região da Toscana, província de Pistoia, com cerca de 707 habitantes. Estende-se por uma área de 31 km², tendo uma densidade populacional de 23 hab/km². Tem, fama na região da Toscana por ser destino de esportes de inverno. Sua montanha que dá nome à comuna tem seu ponto culminante a quase 2000 m acima do nível do mar. Possui pistas de esqui, teleféricos, e uma vista exuberante dos alpeninos. No verão, Abetone é bastante frequentada para colheita de mirtilos e outras frutas peculiares da região das montanhas. Faz fronteira com Bagni di Lucca (LU), Coreglia Antelminelli (LU), Cutigliano, Fiumalbo (MO).

## Demografia
| Variação demográfica do município entre 1861 e 2011                               |
|                                                                                   |
| Fonte: Istituto Nazionale di Statistica (ISTAT) - Elaboração gráfica da Wikipedia |